# Phantasmagoria: A Puzzle of Flesh
Phantasmagoria: A Puzzle of Flesh, ook gekend als Phantasmagoria 2 is een interactieve point-and-click adventurefilm met psychologische horror ontwikkeld door Sierra On-Line in 1996. Het is een sequel van Phantasmagoria, maar bevat inhoudelijk geen overeenkomsten. Hoewel het spel min of meer flopte, is het gekend omwille van enkele controversiële scènes met seks of geweld. In enkele landen, waaronder Australië en Singapore, werd het spel zelfs verboden.

## Verhaal
De speler bestuurt het personage Curtis Craig, gespeeld door acteur Paul Morgan Stetler. Hij is een introverte man van 26 jaar die werkt voor een farmaceutisch bedrijf. Hoewel hij op het eerste gezicht niets mankeert, krijgt Curtis soms vreemde visioenen of gedachten: zo ziet hij in zijn mailbox e-mails die rechtstreeks van de hel komen met jobaanbiedingen om een moordenaar te worden.
Dan blijkt dat Curtis het jaar voordien in een psychiatrisch ziekenhuis zat omwille van mentale problemen. Deze zijn een gevolg van uit zijn kindertijd. Hij werd mishandeld door zijn moeder die op zeker ogenblik zelfmoord pleegde. Zijn vader stierf toen hij bij datzelfde farmaceutisch bedrijf werkte aan het uiterst geheime "Project Treshold". Vandaar dat Curtis veel van zijn kinderherinneringen heeft verbannen. 
Curtis heeft een relatie met zijn collega Jocelyn. Op een dag ontmoet hij Therese, een seksueel vrijgevochten vrouw. Zij introduceert Curtis in de wereld van SM en fetisjisme. Verder is Curtis nog bevriend met de openlijk homoseksuele Trevor. Curtis heeft tijdens zijn opname aan de psychiater ook gezegd dat hij biseksueel is.
Op een dag wordt Bob vermoord in Curtis zijn cubicle. Al snel wordt Curtis verdacht van de moord. Niet veel later wordt zijn baas Tom ook vermoord. Curtis vermoedt dat directeur Paul Allen Warner achter de moorden zit. De moordenaar zit niet stil en na nog een aantal andere moorden, waaronder ook Therese, ontdekt Curtis dat er een verband is tussen de slachtoffers en "Project Treshold".